# Гньоздовські кургани

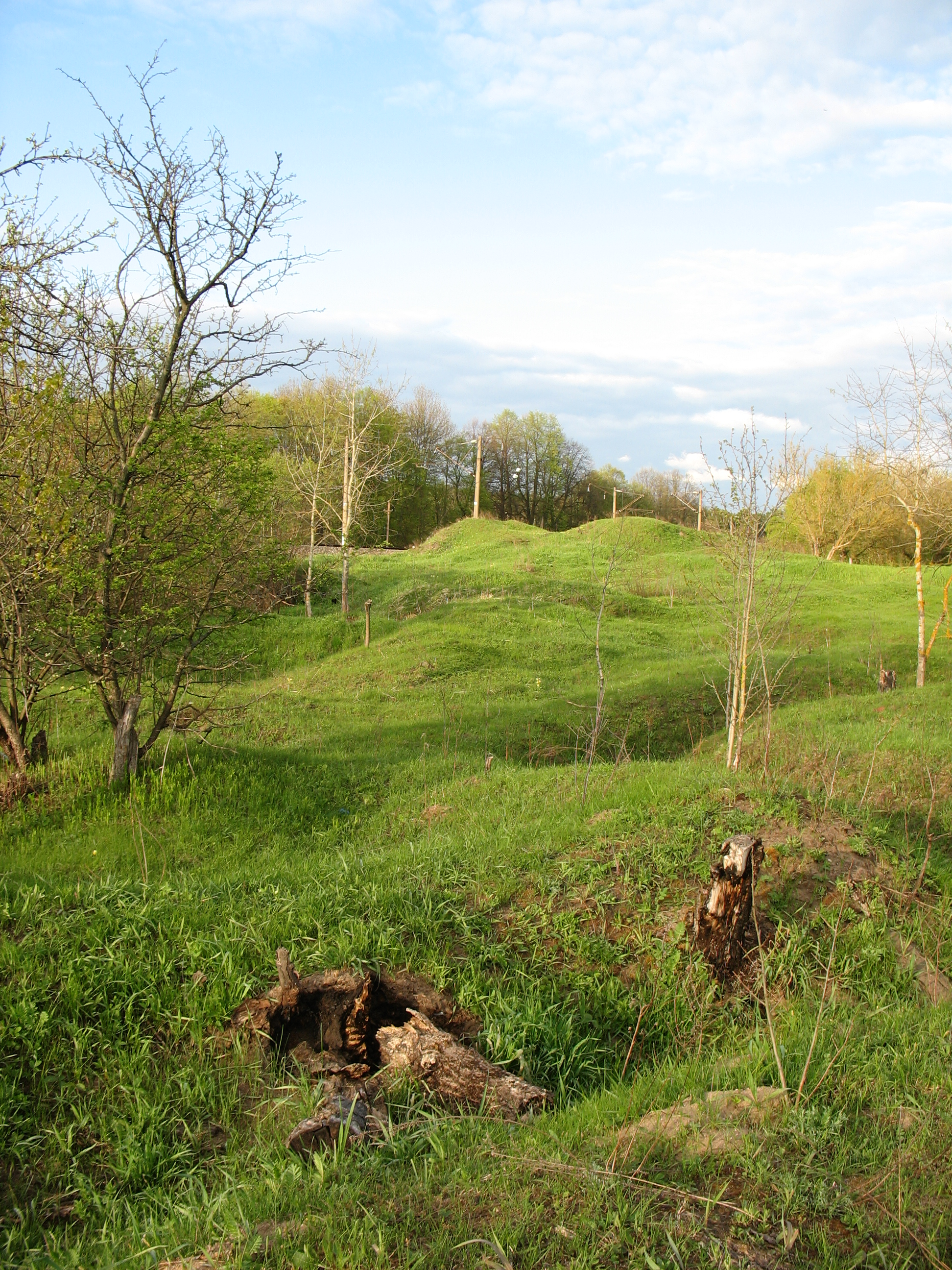
Гньоздовські кургани

54°47′05″ пн. ш. 31°52′46″ сх. д. / 54.7847° пн. ш. 31.8795° сх. д.
Гньо́здовські кургани (рос. Гнёздовские курганы) — відома з середини 19 століття археологічна пам'ятка в Смоленській області. Назва — від села Гньоздово. Має багато скандинавських артефактів.

## Історія відкриття
У віднайдення і розкопки курганів втрутився випадок: 1867 року під час побудови залізниці Москва—Варшава натрапили на кургани. Земляні роботи на місцевості несподівано дали археологічні знахідки — арабські срібні монети 10 століття н. е., залишки залізного меча, ювелірні вироби з міді та срібла. Так для науковців і археології Російської імперії був відкритий важливий археологічний комплекс доби Київської Русі.

## Дослідження і знахідки
Необережні, майже варварські дослідження пам'ятки розпочалися з 1874 року, через сім років після відкриття. Серед тих, хто їх розпочав — Кусцинский М. Ф., Сізов В. І., С. Сергєєв та ін. За припущеннями, місто виникло в 10 столітті на шляху «варяг в греки». Саме тут розташований волок з річки Касплі в Дніпро. Археологічна пам'ятка розташована ліворуч від сучасного Вітебського шосе неподалік від міста Смоленськ. Частка території — це поле, частка вкрита недавнім лісом. Кількість виявлених курганів сягає 1500. Неподалік залишки колишніх поселень. За припущеннями археологів первісна кількість курганів досягала 4000.
Порівняння з тогочасними поселеннями спонукає визнати, що тутешнє поселення належало до найбільших. Його територію розпізнали на площі в 16 гектарів (більше його лише Хедебю на півдні сучасної Данії, значний торговельний центр вікінгів). В центрі міста розкопані залишки фортечних укріплень. Поряд були розташовані посад та цвинтар. Розміри курганів в центрі цвинтаря найбільші і сягають 5—6 метрів. Їх умовно виділили як аристократичну частину поховань. Мерців-вояків спалювали разом з човном, в могилу клали зброю та його військові трофеї. Тут знайдені мечі, шоломи, стріли, сокири вояків, а також низка іноземних речей тощо.
Дослідження виявили еволюцію поховальних традицій, вони набували місцевих рис, не притаманних вікінгам. Невеликою була і кількість саме норманських поховань (близько 40 з первісних 4000).[джерело?] Але з гньоздовського некрополя науковці отримали близько 33 % скандинавських амулетів язичників, відомих на початок 21 століття і знайдених на теренах Східної Європи.
Значна кількість поховань належить мешканцям поселення — ремісникам, воякам, торгівцям, їх родинам і дітям. Склад населення був поліетнічним з переважанням місцевого племені кривичів.[джерело?] Головні галузі місцевої економіки — ремесла, виготовлення зброї, торгівля.

## Гньоздово та Смоленськ
У часи СРСР переважало переконання, що важливим покажчиком старовинності поселення є спомин в літописах. Це твердження помилково позбавляло старовинності низку поселень, не згаданих в літописах, незважаючи на досить точні датування археологів. Саме до них належить і поселення з умовною назвою Гньоздово. Воно не згадано в літописах.
За припущеннями, поселення втратило привабливість і його покинули, а мешканці емігрували до Смоленська, що на відстані 12 кілометрів від гньоздовського поселення. Смоленськ якраз згаданий в літописі. Але питання про спорідненість Гньоздова та Смоленська поки що не доведене.
1902 року науковець Володимир Сизов (1840—1904), працівник Історичного музею в Москві оприлюднив першу монографію про поселення.
У період 1941—1945 років археологічні розкопки припинили і відновили в повоєнний період. 1949 року в розкопі і була знайдена амфора з середньовічної Керчі, що зберегла напис кирилицею (керівник експедиції — Авдусін Данило Антонович). Це стало науковою сенсацією, бо вважали, що це найдавніший кириличний напис. Але напис могли створити не місцеві мешканці, а середньовічні болгари чи двомовні греки-візантійці.

## Теорії істориків
Присутність скандинавів на територіях східних слов'ян давно доведена археологічними розкопками. Одним в таких центрів і було Гньоздово, бо це пізня назва поселення.
Але слід визнавати, що ця територія в давнину була поліетнічною і в тогочасному державотворенні брали участь і слов'яни, і вікінги-нормани, і візантійці, і балти, і можливо представники інших народів. Територія була «ливарною піччю». Це не виключає участі норманів в створенні тодішнього типу політичної еліти чи державницьких інституції. Але згодом вони втрачали національну ідентичність. Норманська теорія, що перейшла до нас з 19 століття, може бути прийнятою частково, з важливими доповненнями і змінами. До того ж, нормани брали участь в державотворенні в різних кутах тогочасної Європи і землі східних слов'ян не стояли осторонь від цього процесу. Але слов'яни таки домінували на власних землях.